# 天主教维也纳总教区
天主教維也納總教區（拉丁語：Archidioecesis Viennensis）是羅馬天主教在奧地利設立的一個總教區。
天主教維也納教區成立於1469年1月18日，1722年6月1日昇格為總教區，主教駐地設在聖斯德望主教座堂。

## 現況

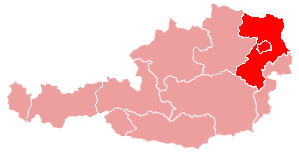
維也納總教區管轄範圍圖

2011年，有1,268,745名教友，估轄區總人口48%，有659個堂區、1,124名司鐸、169名終身執事、803名修士、1,393名修女。現任主教為金羊毛騎士團騎士克里斯托弗·舍恩博恩伯爵。 1995年9月14日就任，1998年升為樞機主教。

## 附屬教區
維也納總教區和薩爾茨堡總教區是現代奧地利僅有的2個教省。有3個附屬教區：艾森施塔特，林茨，聖帕爾滕。